# Pablo Laso
Pablo Laso Biurrún (Vitoria, 13 ottobre 1967) è un allenatore di pallacanestro ed ex cestista spagnolo di origine basca.
È figlio di Pepe Laso.

## Carriera
Con la Spagna ha disputato i Campionati mondiali del 1994 e due edizioni dei Campionati europei (1989, 1995).

## Palmarès

### Giocatore

#### Squadra
- Copa del Rey: 1

Saski Baskonia: 1995
- Copa Príncipe de Asturias: 1

Baskonia: 1985
- Eurocoppa: 1

Real Madrid: 1996-97

#### Individuale
- MVP Coppa del Re: 1

Saski Baskonia: 1995

### Allenatore
- Campionato spagnolo: 6

Real Madrid: 2012-13, 2014-15, 2015-16, 2017-18, 2018-19, 2021-22
- Copa del Rey: 6

Real Madrid: 2012, 2014, 2015, 2016, 2017,  2020
- Campionato tedesco: 1

Bayern Monaco: 2023-24
- Coppa di Germania: 1

Bayern Monaco: 2023-24
- Supercoppa spagnola: 7

Real Madrid: 2012, 2013, 2014, 2018, 2019, 2020, 2021
- Eurolega: 2

Real Madrid: 2014-15, 2017-18
- Coppa Intercontinentale: 1

Real Madrid: 2015

#### Individuale
- Miglior allenatore della Liga ACB: 5

Real Madrid: 2012-13, 2013-14, 2014-15, 2017-18, 2020-21
- Aleksandr Gomel'skij Coach of the Year: 2

Real Madrid: 2014-15, 2017-18